# Леммон, Джон Гилл
Джон Гилл Ле́ммон (англ. John Gill Lemmon, 1832—1908) — американский ботаник и собиратель растений.

## Биография
Родился 2 января 1832 года в Лиме на территории округа Уоштено в Мичигане. Учился в местной школе, затем в продолжение восьми лет преподавал. Незадолго до этого поступив в Мичиганский университет, 8 июня 1862 года записался в 4-й Мичиганский кавалерийский полк Армии Союза. В августе 1864 года близ Атланты был взят в плен, содержался в Андерсонвилле и Флоренсе. 1 марта 1865 года освобождён.
В 1866 году Леммон переехал в городок Сьерра-Вэлли на северо-востоке Калифорнии. С 1870 года преподавал в местной школе, в свободное время занимался сбором растений. Неопределённые образцы он отправлял Генри Боландеру, установившему контакт между Леммоном и Эйсой Греем в Гарвардском университете.
В 1880 году Джон Леммон женился на Саре Эллен Пламмер, с которой познакомился четырьмя годами ранее в Санта-Барбаре. В 1881 году они вместе путешествовали в Тусон, откуда привезли множество ранее неизвестных видов растений.
С 1888 по 1892 Леммон работал ботаником в Калифорнийской службе лесничества, занимался изучением в основном хвойных деревьев.
Скончался Джон Гилл Леммон 24 ноября 1908 года в Окленде.

## Некоторые научные публикации
- Lemmon, J.G. Cone-bearing trees of the Pacific Slope. — Oakland, Cal., 1892. — 24 p.

## Роды, названные в честь Дж. Г. Леммона
- Lemmonia A.Gray, 1876 [= Nama L., 1759, nom. cons.]